# Leandro Müller
Leandro Müller (Juiz de Fora, 14 novembre 1978) è uno scrittore brasiliano.

## Biografia
Si è laureato in Pubblicità e Propaganda e in Giornalismo nella Università Federale di Rio de Janeiro. Ha anche seguito corsi di Filosofia nella Università Statale di Rio de Janeiro e alla Università di Porto. Dal 2004, oltre alla scrittura, si dedica all'attività di editore e di libraio.
Nel 2006 ha pubblicato il suo primo romanzo, “O Codigo Alejadinho” (Il codice Aleijadinho), un thriller poliziesco ambientato in cinque storiche città della regione Minas Gerais, che presenta nella trama alcuni artisti e personaggi storici del Brasile.
Nel 2008 ha vinto il Premio Máster en Edición del Grupo Santillana Formación in Spagna per il suo romanzo “Pequeno Tratado Hermético sobre Efectos de Superficie” (Piccolo trattato ermetico sugli effetti di superficie), che è stato pubblicato dalla casa editrice Ediciones Universidad Salamanca, casa editrice della storica Università di Salamanca. La prefazione al libro è stata scritta dallo scrittore spagnolo Enrique Vila-Matas.
Si è lanciato poi nella letteratura infantile, con Clebynho, o babalorixá aprendiz, pubblicato nel 2010 e con l'antologia Eu queria um livro...

## Opere
- O Código Alejadinho (Il codice Alejadinho) – Editora Espaço e Tempo (Rio de Janeiro 2006)
- Pequeno Tratado Hermético sobre Efectos de Superficie (Piccolo trattato ermetico sugli effetti di superficie) – Ediciones Universidad Salamanca (Salamanca, 2008)

## Premi
- Menzione d'onore nel concorso di poesia dell'Associazione degli Studenti dell'università di Porto (Portogallo, 2007)
- Premio Máster en Edición de Santillana Formación (Spagna, 2008)